# Musée Verger-Tarin
 (juin 2011).
Le musée Verger-Tarin, ou maison Verger-Tarin, parfois désigné sous le nom d'hôtel des Lions, est un musée français consacré à l'ethnologie, en particulier l'art de vivre aux XVIIIe et XIXe siècles, situé 7 rue des Sous-Chantres à Autun. Il a été créé en juin 1939.

## Histoire
En 1475, le cardinal Rolin fait bâtir un édifice entre deux murs préexistants pour loger des enfants de chœur et leurs maîtres. L'endroit sera plus tard occupé par des sous-chantres, et la rue en tirera son nom en 1791. En 1791, le bâtiment appartient à un certain Jossier, puis passe de main en main. À la Restauration, le commandant local de la garde nationale, le chevalier Pasquier, en fait l'acquisition. En 1845, Louise-Philiberte Verger-Tarin, veuve depuis cinq ans de Pierre Verger et nièce du chevalier Pasquier, hérite de la demeure. Elle eut trois enfants dont une fille qui quitta les lieux à son mariage. Les deux garçons (Victor et Henri) habitèrent avec leur mère jusqu'au décès de celle-ci et devinrent copropriétaires de la bâtisse. Ils ne se marièrent point. Victor était honorablement apprécié, et était régisseur de profession sur une centaine de domaines.
En 1913, à la mort de Victor, l'hôtel passe à sa nièce aînée Marie Bachelet, qui ne laissera aucune postérité. Le 8 mai 1933, soucieuse de garantir ses vieux jours et attentive à ne pas disperser le contenu de sa maison, elle vend devant notaire son bien, mur et mobilier à la Société Eduenne, se réservant le droit d'y loger. Elle meurt en 1939, et la Société Eduenne en fait un musée.
En 1954, la ville en devient propriétaire. Le musée est délaissé et sert de dépôt. En 1980, une réorganisation méticuleuse est effectuée. En 2001 et 2002, il est le cadre de visites guidées et de visites nocturnes avec une compagnie locale de théâtre nommée Arc-en-Scène. Depuis, l'endroit subit de graves dommages (écroulement du plafond de la cuisine). En 2011, le musée n'est toujours pas visitable.

## Description
De l'édifice originel de 1475 ne subsistent que des pierres de l'entrée, retaillées en 1900. Le musée se présente sous la forme d'un hôtel particulier de trois niveaux et d'une arrière-cour. Au bord ouest de la courette se trouve une galerie de bois à étage (XVIe), les communs au Sud pour les gens de maison et le corps de logis au Nord. Le devant, percé de sept fenêtres, possède une entrée à auvent (tuiles en châtaignier) et donne directement sur la rue, il n'y a pas de trottoir. Un puits jouxtait la demeure et fut supprimé en 1847. Au niveau du toit ont été rajoutés, autour de la fenêtre centrale, deux lions de pierre (XVIe) provenant de Decize par Victor Verger-Tarin vers 1900.
Le rez-de-chaussée comprend une cuisine avec cheminée, une salle à manger et un petit couloir menant à la cour intérieure. Le premier étage, desservi par un escalier, compte deux chambres et un salon. Le deuxième étage, sous le toit, compte une chambre et une bibliothèque. L'ensemble de la maison possède une surface plutôt modeste si l'on tient compte du fait qu'il s'agissait d'un logement de gens aisés avec domesticité.

## La collection (mobilier)

### Le rez-de-chaussée

#### La cuisine
Pièce la plus vaste, contient toute une batterie de cuisine en cuivre étamé, des éléments en étain du XVIIe, un ensemble de cuisson divers (marmites, chaudrons, poissonnières..), de la vaisselle et dinanderie du XVIIIe, une cafetière à alcool début XIXe, une fontaine à eau (vers 1850). La cheminée possède une rôtissoire à broche. Les meubles, table, chaises, maie, bonnetière et horloge à gaine façon Louis XV, sont en essences communes.

#### La salle à manger
Lambrissée de bois, elle possède son propre chauffage (poêle). Le poêle encastré dans une niche chauffait toute la journée. Elle est majoritairement meublée époque Premier Empire. De cette époque, on trouve huit chaises en cerisier à dossiers peints de facture peu commune, deux consoles en acajou et deux petites tables en noyer respectivement Louis XVI et Louis-Philippe. Outre de la vaisselle du XVIIIe, un baromètre Louis XVI, deux services à dessert Louis-Philippe, on trouve également du Premier Empire un service à déjeuner, à café et une salière.

### Le1erétage

#### Le salon
L'élément le plus ancien est une curieuse marmite de baptême de cloche (donnée au parrain), datée du XVIe qui repose sur une commode Régence. Cinq fauteuils cabriolets Louis XV, une chiffonnière, un bureau et une commode Louis XVI ainsi qu'une table à ouvrage Louis-Philippe achèvent le tout. Sur la cheminée, deux vases, une pendule Empire entourent un miroir. La garniture des fenêtres est à la mode Empire, et des portraits de la famille Verger-Tarin agrémentent les murs.

#### La chambre Restauration
La chambre dite chambre de Mademoiselle, la plus personnelle, date de la Restauration. On y voit un lit bateau à baldaquin de satin vert à couronne, une table, une chiffonnière, un secrétaire, une table à toilette (pas d'eau courante) et deux fauteuils Directoire.

#### La chambre Louis XVI
Elle contient un lit à la Dauphine, des fauteuils de noyer à médaillon ovale, devant la cheminée, une table guéridon type jeu de bouillotte (ancêtre du poker ?), une coiffeuse, une table de chevet, un secrétaire et une commode.

### Le deuxième étage

#### Chambre à coucher
On pouvait voir, un lit à la polonaise, six fauteuils à chapeau Louis XVI, un bureau écran et quelques objets votifs. La cheminée soutient un trumeau XVIIIe sur lequel est posée une pendule Empire en albâtre.

#### Bibliothèque
Une armoire bourguignonne façon Louis XIII, deux bergères et deux chaises Louis XVI. Un ensemble d'ouvrages quasiment tous du XVIIIe.

#### L'escalier
L'escalier est ornementé de paysages et de portraits de famille.

## Sources
- Denis Grivot, Autun, Lescuyer, Lyon 1967, p. 319
- Jean Berthollet, Catalogue du Musée Verger-Tarin d'Autun, Dejussieu, Autun, 1947
- Harold de Fontenay, Autun et ses monuments, Dejussieu, Autun, 1899, p. 407